# 心理創傷
心理創傷是指人生經驗遭逢巨變或衝擊，以致於在心理層面產生揮之不去的陰霾，嚴重時可能演變為「創傷後壓力心理障礙症」。
心理創傷與生理創傷的不同在於心理創傷不會發生直接而致命的影響，而且心理創傷的影響遠長於生理創傷，也可能逐漸影響到生理，甚而罹患生理疾病。但生理創傷也是心理創傷的成因之一，即生理創傷痊癒後其痛苦經驗仍殘留於心。

## 成因
心理創傷的成因可分為生理及心理兩類。
1. 生理：此類來自於生理方面的實際傷害，因而間接對心理產生傷害。
2. 心理：此類雖然生理方面沒有受到實際的傷害，但其痛苦經驗卻直接在心理上留下陰影。

心理創傷的成因很多，常見的有：事故、災害、戰爭、虐待、欺凌、監禁、強姦、犯罪、失戀、失業、失親、破產等等。

## 治療
心理創傷所引致的創傷後壓力心理障礙症可接受藥物及心理治療。一方面利用藥物控制及紓解心理壓力，一方面透過心理治療以期撫平心理創傷、恢復心理的健全。
许多心理治疗方法已经被设计，用于治疗创伤 - 脑电图，进行性计数（PC），体细胞体验，生物反馈，内部家庭系统治疗和感觉运动心理治疗。
对于使用认知行为疗法，有大量的经验支持用于治疗创伤相关症状，包括创伤后应激障碍。医学研究所指南将认知行为疗法确定为创伤后应激障碍最有效的治疗方法。其中有两种认知行为疗法，即长期接触和认知加工疗法，由退伍军人事务部在全国范围内传播，用于治疗创伤后应激障碍。寻求安全是另一种认知行为疗法，专注于学习共同发生的创伤后应激障碍和物质使用问题的安全应对技巧。虽然一些消息来源强调寻求安全是有效的，并得到了强有力的研究支持，其他人则认为它不会导致超出常规治疗的改善。最近的研究表明，经常用于边缘型人格障碍的辩证行为疗法（DBT）和暴露疗法的治疗组合在治疗心理创伤方面非常有效。然而，如果心理创伤引起了解离性疾病或复杂的创伤后应激障碍，那么创伤模型方法（也称为结构解离的相位导向治疗）已被证明比简单的认知方法更有效。由药物资助的研究还表明，与其他心理学方法结合使用时，新抗抑郁药等药物是有效的。
创伤疗法允许处理创伤相关的记忆并允许增长朝向更适应性的心理功能。 它有助于培养积极的应对而不是消极的应对，并允许个人整合沮丧的材料（思想，感觉和记忆）并在内部解决这些问题。 它还有助于个人技能的增长，如复原力，自我调节，同理心等。
创伤治疗涉及的过程是：
- 心理教育：信息传播和教育脆弱性和可采用的应对机制。
- 情绪调节：识别，抵制歧视，将思想和情感从内部建构引入外部表征。
- 认知加工：通过认知重新考虑或重新构建，将对自我，他人和环境的负面看法和信念转化为积极的看法和信念。
- 创伤处理：系统脱敏，反应激活和反调节，滴定情绪反应消退，解构差异（情绪与现实状态），创伤内容的解决（理论上，达到不再触发产生有害的痛苦的状态，并且 个人能够表达解脱。）
- 情绪处理：重建感知，信念和错误的期望，习惯新的生活环境以应对与自我激活的创伤相关的恐惧，并提供具有编码情绪和适当认知的危机卡片。 （此阶段仅在专业心理健康人员的临床评估和判断的临终阶段前开始。）
- 创伤指导下的教学实践：来自饱受战争蹂躏的国家的流动儿童通常经历了复杂的创伤，这些儿童进入加拿大学校的数量已导致一些学校管辖权力考虑采用新的课堂方法来帮助这些学生。[15][16]除了复杂的创伤之外，这些学生经常因为迁移过程而中断学校教育，因此他们的第一语言读写能力有限。[17]一项关于加拿大中学课堂的研究，通过一名学生教师的日记记录进行了讲述，展示了Blaustein和Kinniburgh的ARC（依恋，控制和能力）框架[18]如何用于支持来自战区的新来的难民学生。[19]Tweedie等人（2017）描述了ARC框架的关键组成部分，例如在课堂例程中建立一致性；帮助学生识别和自我调节情绪反应;实现学生个人目标的实现，实际应用于经历过复杂创伤的学生所处的教室中。研究人员鼓励教师和学校避免以受残视角来观察这些学生，并建议学校考虑到这些学生遇到的极端压力如何构建教学环境。[20]

## 延伸阅读
- 原生家庭